# Notable Names Database
Die Notable Names Database (NNDB) ist eine Online-Datenbank, die Biografien von mehr als 40.000 bekannten Persönlichkeiten aus unterschiedlichen Bereichen veröffentlicht. Der Betreiber der Website, Soylent Communications, bezeichnet die NNDB als Aggregator und möchte neben aktuellen Profilen die Persönlichkeiten innerhalb der Datenbank sinnvoll verlinken. 

## Geschichte
Das Projekt wurde am 7. August 2002 gestartet und ist bis heute werbefrei. Inzwischen ist die NNDB Bestandteil von Recherchewebseiten von Bibliotheksservicezentren sowie größerer Hochschulen im In- und Ausland.

## Umfang
Die Profile umfassen Daten wie biographische Daten, Lebenslauf, Religionszugehörigkeit, ethnische Zugehörigkeit, sexuelle Orientierung, Organisationen oder besuchte Events. Im Fall von Autoren, Schauspielern und Regisseuren listet der Artikel das Lebenswerk der Person in chronologischer Folge auf. Es existieren ebenfalls Einträge über Filme und Musikgruppen.

## Besonderheiten
Die Besucher der Website können einzelne Einträge kommentieren. Diese Verbesserungs-/Aktualisierungsvorschläge werden vor der Veröffentlichung von Mitarbeitern der NNDB geprüft. Mit dem NNDB Mapper können die Netzwerke von verschiedenen Personen oder Organisationen nachverfolgt und graphisch aufbereitet werden.